# Konibodom

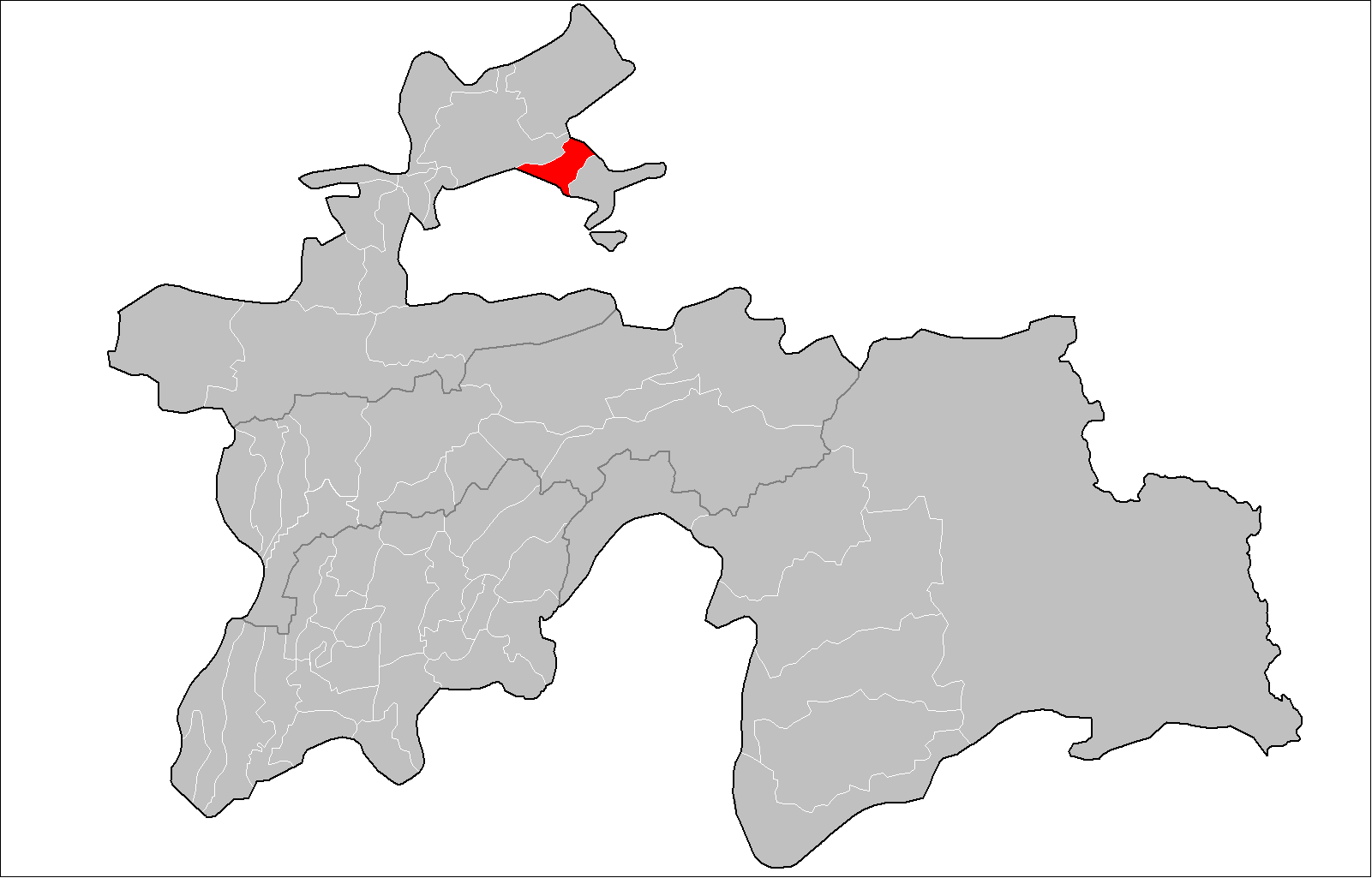
Ubicación de Konibodom en Tayikistán.

Konibodom o Kanibadam (en tayiko Конибодом) es una ciudad y un distrito situados en la zona occidental del valle de Fergana, de la provincia de Sughd en Tayikistán. 

## Características generales
Tiene una población de 54.400 habitantes (2022). Su nombre significa "Lugar de las almendras". Fue fundada en el siglo XV. Su economía se basa en la producción agrícola, en particular de algodón, seda y frutas.